# 日本のアニメ映画作品一覧 (あ行)
- 映画 > 映画の一覧 > 日本の映画作品一覧 > 日本のアニメ映画作品一覧 > 日本のアニメ映画作品一覧 (あ行)
- アニメ > アニメーション映画 > 日本のアニメ映画作品一覧 > 日本のアニメ映画作品一覧 (あ行)
- アニメ > アニメ作品一覧 > 日本のアニメ映画作品一覧 > 日本のアニメ映画作品一覧 (あ行)

日本のアニメ映画作品一覧 (あ行)では、日本で制作されたアニメ映画の作品名における五十音順“あ行”の一覧を記載。
記載の凡例については日本のアニメ映画作品一覧#凡例を参照
| あ行 | か行 | さ行 | た行 | な行 | は行 | ま行 | や行 | ら行 | わ行 |
| ---- | ---- | ---- | ---- | ---- | ---- | ---- | ---- | ---- | ---- |
| あ   | か   | さ   | た   | な   | は   | ま   | や   | ら   | わ   |
| い   | き   | し   | ち   | に   | ひ   | み   |      | り   | ゐ   |
| う   | く   | す   | つ   | ぬ   | ふ   | む   | ゆ   | る   |      |
| え   | け   | せ   | て   | ね   | へ   | め   |      | れ   | ゑ   |
| お   | こ   | そ   | と   | の   | ほ   | も   | よ   | ろ   | を   |

| その他 目次 | アニメ+実写・未公開/合作 |

| 1910年代-1950年代 | 1910年代・1920年代・1930年代・1940年代・1950年代           |
| 1960年代          | 1960・1961・1962・1963・1964・1965・1966・1967・1968・1969 |
| 1970年代          | 1970・1971・1972・1973・1974・1975・1976・1977・1978・1979 |
| 1980年代          | 1980・1981・1982・1983・1984・1985・1986・1987・1988・1989 |
| 1990年代          | 1990・1991・1992・1993・1994・1995・1996・1997・1998・1999 |
| 2000年代          | 2000・2001・2002・2003・2004・2005・2006・2007・2008・2009 |
| 2010年代          | 2010・2011・2012・2013・2014・2015・2016・2017・2018・2019 |
| 2020年代          | 2020・2021・2022・2023・2024・2025・2026・2027・2028・2029 |

| 目次 | • 脚注• 注釈• 出典• 参考リンク |

## あ
| 作品名                                                            | 公開年月日                 | 上映時間 | 監督                               | 制作                             |
| ----------------------------------------------------------------- | -------------------------- | -------- | ---------------------------------- | -------------------------------- |
| ああっ女神さまっ                                                  | 2000年（平成12年）10月21日 | 105分    | 合田浩章                           | AIC                              |
| 劇場版 アイカツ!                                                  | 2014年（平成26年）12月13日 | 89分     | 木村隆一（総監督）                 | サンライズ                       |
| アイカツ!ミュージックアワード みんなで賞をもらっちゃいまSHOW!     | 2015年（平成27年）8月22日  | 56分     | 綿田慎也                           | BN Pictures                      |
| 劇場版 アイカツスターズ!                                          | 2016年（平成28年）8月13日  | 59分     | 綿田慎也                           | BN Pictures                      |
| アイカツ! 〜ねらわれた魔法のアイカツ!カード〜                     | 2016年（平成28年）8月13日  | 28分     | 木村隆一                           | BN Pictures                      |
| アイ・シティ                                                      | 1986年（昭和61年）7月26日  | 86分     | 真下耕一                           | 葦プロダクション                 |
| あいつとララバイ 水曜日のシンデレラ                               | 1987年（昭和62年）8月1日   | 50分     | 高橋資祐                           | スタジオぴえろ                   |
| 愛と剣のキャメロット まんが家マリナ タイムスリップ事件            | 1990年（平成2年）8月25日   | 45分     | 石井文子（演出）                   | 葦プロダクション、亜細亜堂       |
| THE IDOLM@STER MOVIE 輝きの向こう側へ!                            | 2014年（平成26年）1月25日  | 121分    | 錦織敦史                           | A-1 Pictures                     |
| AURA 〜魔竜院光牙最後の闘い〜                                     | 2013年（平成25年）4月13日  | 82分     | 岸誠二                             | AIC ASTA                         |
| 蒼い記憶 満蒙開拓と少年たち                                       | 1993年（平成5年）12月18日  | 90分     | 出﨑哲                             | マジックバス                     |
| 青鬼 THE ANIMATION                                                | 2017年（平成29年）2月11日  | 60分     | 濱村敏郎                           | スタジオディーン                 |
| 蒼き伝説シュート!                                                 | 1994年（平成6年）12月4日   | 25分     | 西尾大介                           | 東映動画                         |
| 劇場版 蒼き鋼のアルペジオ -アルス・ノヴァ- DC                     | 2015年（平成27年）1月31日  | 105分    | 岸誠二                             | サンジゲン                       |
| 劇場版 蒼き鋼のアルペジオ -アルス・ノヴァ- Cadenza                | 2015年（平成27年）10月3日  | 105分    | 岸誠二                             | サンジゲン                       |
| 青の祓魔師 劇場版                                                 | 2012年（平成24年）12月28日 | 88分     | 高橋敦史                           | A-1 Pictures                     |
| 赤毛のアン グリーンゲーブルズへの道                               | 2010年（平成22年）7月17日  | 100分    | 高畑勲                             | 日本アニメーション               |
| アキの奏で                                                        | 2015年（平成27年）3月22日  | 25分     | 鈴木洋平                           | J.C.STAFF                        |
| アキハバラ電脳組 2011年の夏休み                                   | 1999年（平成11年）8月14日  | 60分     | 桜井弘明                           | Production I.G                   |
| AKIRA                                                             | 1988年（昭和63年）7月16日  | 124分    | 大友克洋                           | 東京ムービー新社                 |
| 劇場版 アクエリオン                                               | 2007年（平成19年）9月22日  | 120分    | 河森正治                           | サテライト                       |
| アクセル・ワールド INFINITE∞BURST                                 | 2016年（平成28年）7月23日  | 83分     | 小原正和                           | サンライズ                       |
| 悪魔くん                                                          | 1989年（平成元年）7月15日  | 40分     | 佐藤順一                           | 東映動画                         |
| 悪魔くん ようこそ悪魔ランドへ!!                                   | 1990年（平成2年）3月10日   | 25分     | 佐藤順一                           | 東映動画                         |
| 悪魔と姫ぎみ                                                      | 1981年（昭和56年）3月20日  | 30分     | 高橋良輔（演出）                   | 東映動画                         |
| あさがおと加瀬さん。                                              | 2018年（平成30年）6月9日   | 58分     | 佐藤卓哉                           | ZEXCS                            |
| あさりちゃん 愛のメルヘン少女                                     | 1982年（昭和57年）3月13日  | 25分     | 福島和美（演出）                   | 東映動画                         |
| あしたのジョー                                                    | 1980年（昭和55年）3月8日   | 153分    | 福田陽一郎                         | 東京ムービー新社                 |
| あしたのジョー2                                                   | 1981年（昭和56年）7月4日   | 112分    | 出崎統                             | 東京ムービー新社                 |
| アシュラ                                                          | 2012年（平成24年）9月29日  | 75分     | さとうけいいち                     | 東映アニメーション               |
| 亜人 -衝動-                                                       | 2015年（平成27年）11月27日 | 105分    | 瀬下寛之（総監督）                 | ポリゴン・ピクチュアズ           |
| 亜人 -衝突-                                                       | 2016年（平成28年）5月6日   | 106分    | 瀬下寛之（総監督）                 | ポリゴン・ピクチュアズ           |
| 亜人 最終章 -衝戟-                                                | 2016年（平成28年）9月23日  | 121分    | 瀬下寛之（総監督）                 | ポリゴン・ピクチュアズ           |
| 亜人戦士                                                          | 1990年（平成2年）11月17日  | 100分    | 冨永恒雄                           | マジックバス                     |
| あずきちゃん ホワイト・バレンタイン♥恋のチャンスがやってきた!!    | 1995年（平成7年）12月23日  | 30分     | 小島正幸                           | マッドハウス                     |
| ASTRO BOY 鉄腕アトム 10万光年の来訪者・IGZA                       | 2005年（平成17年）9月1日   | 40分     | 竹内啓雄                           |                                  |
| あずまんが大王 THE ANIMATION                                      | 2001年（平成13年）12月22日 | 6分      | 錦織博                             | J.C.STAFF                        |
| 映画 あたしンち                                                   | 2003年（平成15年）12月6日  | 90分     | やすみ哲夫                         | シンエイ動画                     |
| 劇場版3D あたしンち 情熱のちょ〜超能力♪母大暴走!                  | 2010年（平成22年）11月13日 | 43分     | 髙橋渉                             | シンエイ動画                     |
| 安達が原                                                          | 1991年（平成3年）11月16日  | 75分     | 坂口尚                             | 手塚プロダクション               |
| アタックNo.1                                                      | 1970年（昭和45年）3月21日  | 62分     | 岡部英二（演出）、黒川文夫（演出） | 東京ムービー                     |
| アタックNo.1 涙の回転レシーブ                                     | 1970年（昭和45年）8月1日   | 59分     | 岡部英二（演出）、黒川文夫（演出） | 東京ムービー                     |
| アタックNo.1 涙の世界選手権                                       | 1970年（昭和45年）12月19日 | 51分     | 大隅正秋（演出）                   | 東京ムービー                     |
| アタックNo.1 涙の不死鳥                                           | 1971年（昭和46年）3月17日  | 55分     | 黒川文夫（演出）                   | 東京ムービー                     |
| アップフェルラント物語                                            | 1992年（平成4年）12月12日  | 90分     | 湯山邦彦                           | J.C.STAFF                        |
| APPLESEED                                                         | 2004年（平成16年）4月17日  | 103分    | 荒牧伸志                           | デジタル・フロンティア           |
| APPLESEED XIII 〜遺言〜                                           | 2011年（平成23年）6月13日  | 75分     | 浜名孝行                           | ジーニーズアニメーションスタジオ |
| APPLESEED XIII 〜予言〜                                           | 2011年（平成23年）10月24日 | 85分     | 浜名孝行                           | ジーニーズアニメーションスタジオ |
| アテルイ                                                          | 2002年（平成14年）8月5日   | 93分     | 出﨑哲                             | マジックバス                     |
| あなたをずっとあいしてる                                          | 2015年（平成27年）6月6日   | 82分     | 野中和実（総監督）                 | エムアイ                         |
| アニメ三銃士 アラミスの冒険                                       | 1989年（平成元年）3月11日  | 46分     | 湯山邦彦                           | スタジオぎゃろっぷ               |
| ANEMONE/交響詩篇エウレカセブン ハイエボリューション               | 2018年（平成30年）11月10日 | 95分     | 京田知己                           | ボンズ                           |
| 劇場版 あの日見た花の名前を僕達はまだ知らない。                   | 2013年（平成25年）8月31日  | 99分     | 長井龍雪                           | A-1 Pictures                     |
| AFRO SAMURAI RESURECTION                                          | 2009年（平成21年）12月12日 | 100分    | 木﨑文智                           | GONZO                            |
| APO APOワールド ジャイアント馬場90分一本勝負                      | 1996年（平成8年）6月15日   | 90分     | やすみ哲夫                         |                                  |
| ARMITAGE III POLY-MATRIX                                          | 1996年（平成8年）4月20日   | 90分     | 越智博之                           | AIC                              |
| ARMITAGE DUAL-MATRIX                                              | 2001年（平成13年）10月31日 | 90分     | 秋山勝仁                           | AIC                              |
| アモン・サーガ                                                    | 1986年（昭和61年）7月19日  | 72分     | 大賀俊二                           | センテスタジオ                   |
| アラーニェの虫籠                                                  | 2018年（平成30年）8月18日  | 75分     | 坂本サク                           |                                  |
| あらいぐまラスカル                                                | 1977年（昭和52年）7月17日  | 20分     | 遠藤政治（演出）、斎藤博（演出）   | 日本アニメーション               |
| あらしのよるに                                                    | 2005年（平成17年）12月10日 | 106分    | 杉井ギサブロー                     | グループ・タック                 |
| あらしのよるに 〜ひみつのともだち〜 シアターセレクション 出会い編 | 2012年（平成24年）11月10日 | 63分     | アミノテツロ                       | Sparky Animation                 |
| あらしのよるに 〜ひみつのともだち〜 シアターセレクション きずな編 | 2013年（平成25年）2月2日   | 63分     | アミノテツロ                       | Sparky Animation                 |
| アラビアンナイト シンドバッドの冒険                               | 1962年（昭和37年）6月16日  | 81分     | 藪下泰司（演出）、黒田昌郎（演出） | 東映動画                         |
| ARIA The AVVENIRE                                                 | 2015年（平成27年）9月26日  | 60分     | 佐藤順一                           | TYOアニメーションズ              |
| アリーテ姫                                                        | 2001年（平成13年）7月21日  | 105分    | 片渕須直                           | STUDIO 4℃                        |
| アリオン                                                          | 1986年（昭和61年）3月15日  | 118分    | 安彦良和                           | 日本サンライズ                   |
| 蟻と鳩                                                            | 1918年（大正7年）7月18日   | 3分      | 北山清太郎                         | 日活向島撮影所                   |
| アリババと40匹の盗賊                                              | 1971年（昭和46年）7月18日  | 56分     | 設楽博                             | 東映動画                         |
| アルヴ・レズル -機械仕掛けの妖精たち-                             | 2013年（平成25年）3月2日   | 25分     | 吉原達矢                           | ゼクシズ                         |
| アルスラーン戦記                                                  | 1991年（平成3年）8月17日   | 57分     | 浜津守                             | IGタツノコ                       |
| アルスラーン戦記 II                                               | 1992年（平成4年）7月18日   | 60分     | 浜津守                             | アウベック                       |
| アルプスの少女ハイジ                                              | 1974年（昭和49年）3月21日  | 25分     | 高畑勲（演出）                     | ズイヨー映像                     |
| アルプスの少女ハイジ 山の子たち                                   | 1975年（昭和50年）3月15日  | 25分     | 高畑勲（演出）                     | 瑞鷹エンタープライズ             |
| アルプスの少女ハイジ                                              | 1979年（昭和54年）3月17日  | 107分    | 高畑勲（演出）                     | 瑞鷹エンタープライズ             |
| アルモニ                                                          | 2014年（平成26年）3月1日   | 25分     | 吉浦康裕                           | ウルトラスーパーピクチャーズ     |
| アレイの鏡 Way to the Virgin Space                                | 1985年（昭和60年）3月16日  | 25分     | 森下孝三                           | 東映動画                         |
| アレクサンダー戦記 劇場版                                         | 2000年（平成12年）10月7日  | 75分     | 兼森義則、りんたろう               | マッドハウス                     |
| UN-GO episode:0 因果論                                            | 2011年（平成23年）11月19日 | 45分     | 水島精二                           | ボンズ                           |
| 劇場版 暗殺教室 365日の時間                                       | 2016年（平成28年）11月19日 | 102分    | 岸誠二                             | Lerche                           |
| 安寿と厨子王丸                                                    | 1961年（昭和36年）7月19日  | 83分     | 藪下泰司（演出）                   | 東映動画                         |
| アンデルセン物語                                                  | 1968年（昭和43年）3月19日  | 80分     | 矢吹公郎（演出）                   | 東映動画                         |
| アンデルセン物語 おやゆび姫                                       | 1971年（昭和46年）7月18日  | 23分     | 吉良敬三（演出）                   | 虫プロダクション                 |
| アンデルセン童話 にんぎょ姫                                       | 1975年（昭和50年）3月21日  | 68分     | 勝間田具治（演出）                 | 東映動画                         |
| アンネの日記                                                      | 1995年（平成7年）8月19日   | 102分    | 永丘昭典                           | マッドハウス                     |
| アンパンマンとゆかいな仲間たち                                    | 1992年（平成4年）3月14日   | 31分     | 奥脇雅晴、他                       | 東京ムービー新社                 |
| アンパンマンとハッピーおたんじょう日                              | 1995年（平成7年）7月29日   | 30分     | 大賀俊二                           | 東京ムービー新社                 |
| アンパンマンとおかしな仲間                                        | 1998年（平成10年）7月25日  | 25分     | 矢野博之                           | キョクイチ東京ムービー           |
| アンパンマンとたのしい仲間たち                                    | 1999年（平成11年）7月24日  | 25分     | 大賀俊二                           | 東京ムービー                     |
| ←ゑ                                                               | ↑目次                      | い→      | い→                                | い→                              |

## い
| 作品名                                                    | 公開年月日                 | 上映時間 | 監督                                 | 制作                         |
| --------------------------------------------------------- | -------------------------- | -------- | ------------------------------------ | ---------------------------- |
| イヴの時間 劇場版                                         | 2010年（平成22年）3月6日   | 106分    | 吉浦康裕                             | スタジオ六花                 |
| 映画 Yes!プリキュア5 鏡の国のミラクル大冒険!              | 2007年（平成19年）11月10日 | 70分     | 長峯達也                             | 東映アニメーション           |
| 映画 Yes!プリキュア5GoGo! お菓子の国のハッピーバースディ♪ | 2008年（平成20年）11月8日  | 70分     | 長峯達也                             | 東映アニメーション           |
| 家なき子                                                  | 1978年（昭和53年）3月18日  | 24分     | 出崎統（演出）                       | 東京ムービー                 |
| 家なき子                                                  | 1980年（昭和55年）3月15日  | 96分     | 出崎統                               | 東京ムービー新社             |
| 伊勢湾台風物語                                            | 1989年（平成元年）11月4日  | 85分     | 神山征二郎                           | 虫プロダクション             |
| いたずらポスト                                            | 1917年（大正6年）7月28日   | （不明） | 北山清太郎                           | 日活向島撮影所               |
| 一休さん                                                  | 1976年（昭和51年）3月20日  | 25分     | 矢吹公郎（演出）、今沢哲男（演出）   | 東映動画                     |
| 一休さん 虎たいじ                                         | 1976年（昭和51年）7月18日  | 21分     | 今沢哲男（演出）                     | 東映動画                     |
| 一休さん おねしょお姫さま                                 | 1976年（昭和51年）12月19日 | （不明） | 生頼昭憲（演出）                     | 東映動画                     |
| 一休さん ちえくらべ                                       | 1977年（昭和52年）3月19日  | 12分     | 生頼昭憲（演出）                     | 東映動画                     |
| 一休さんとやんちゃ姫                                      | 1978年（昭和53年）3月18日  | 15分     | 矢吹公郎（チーフディレクター）       | 東映動画                     |
| 一休さん 春だ!やんちゃ姫                                  | 1981年（昭和56年）3月14日  | 15分     | 矢吹公郎（チーフディレクター）       | 東映動画                     |
| 一寸法師                                                  | 1918年（大正7年）3月20日   | 3分      | 北山清太郎                           | 日活向島撮影所               |
| 一寸法師ちび助物語                                        | 1935年（昭和10年）6月      | 10分     | 瀬尾光世                             | 旭物産合資会社映画部         |
| 一寸法師                                                  | 1956年（昭和31年）5月      | 15分     | 薮下泰司                             | 日動映画                     |
| 愛しのベティ 魔物語                                       | 1986年（昭和61年）7月19日  | 53分     | 小池一夫（総監督）                   | ビッグバン                   |
| いなかっぺ大将                                            | 1971年（昭和46年）3月17日  | 25分     | 市江健二（演出）、案納正美（演出）   | 竜の子プロ                   |
| いなかっぺ大将                                            | 1971年（昭和46年）7月24日  | 25分     | 笹川ひろし（演出）                   | 竜の子プロ                   |
| いなかっぺ大将                                            | 1971年（昭和46年）12月12日 | 25分     | 笹川ひろし（演出）、案納正美（演出） | 竜の子プロ                   |
| 劇場版 イナズマイレブン 最強軍団オーガ襲来                | 2010年（平成22年）12月23日 | 90分     | 宮尾佳和                             | OLM                          |
| 劇場版 イナズマイレブンGO 究極の絆 グリフォン             | 2011年（平成23年）12月23日 | 91分     | 宮尾佳和                             | OLM                          |
| 劇場版 イナズマイレブンGO vs ダンボール戦機W              | 2012年（平成24年）12月1日  | 90分     | 宮尾佳和                             | OLM                          |
| イナズマイレブン 超次元ドリームマッチ                     | 2014年（平成26年）6月13日  | 50分     | 秋山勝仁                             | OLM                          |
| 頭文字D Third Stage                                       | 2001年（平成13年）1月13日  | 103分    | 山口史嗣                             | スタジオディーン             |
| 新劇場版 頭文字D Legend1 -覚醒-                           | 2014年（平成26年）8月23日  | 62分     | 日高政光                             | サンジゲン、ライデンフィルム |
| 新劇場版 頭文字D Legend2 -闘走-                           | 2015年（平成27年）5月23日  | 60分     | 日高政光（総監督）                   | サンジゲン、ライデンフィルム |
| 新劇場版 頭文字D Legend3 -夢現-                           | 2016年（平成28年）2月6日   | 65分     | 日高政光（総監督）                   | サンジゲン、ライデンフィルム |
| いぬかみっ! THE MOVIE 特命霊的捜査官・仮名史郎っ!         | 2007年（平成19年）4月21日  | 30分     | 草川啓造                             | セブン・アークス             |
| 映画 犬夜叉 時代を越える想い                              | 2001年（平成13年）12月15日 | 100分    | 篠原俊哉                             | サンライズ                   |
| 映画 犬夜叉 鏡の中の夢幻城                                | 2002年（平成14年）12月21日 | 99分     | 篠原俊哉                             | サンライズ                   |
| 映画 犬夜叉 天下覇道の剣                                  | 2003年（平成15年）12月20日 | 98分     | 篠原俊哉                             | サンライズ                   |
| 映画 犬夜叉 紅蓮の蓬莱島                                  | 2004年（平成16年）12月23日 | 86分     | 篠原俊哉                             | サンライズ                   |
| INNOCENCE                                                 | 2004年（平成16年）3月6日   | 99分     | 押井守                               | Production I.G               |
| いのちの地球 ダイオキシンの夏                             | 2001年（平成13年）8月18日  | 82分     | 出﨑哲                               | マジックバス                 |
| いばらの王 -King of Thorn-                                | 2010年（平成22年）5月1日   | 109分    | 片山一良                             | サンライズ                   |
| 芋川椋三玄関番之巻                                        | 1917年（大正6年）4月       | （不明） | 下川凹天                             | 天然色活動写真               |
| 芋川椋三宙返りの巻                                        | 1917年（大正6年）5月       | （不明） | 下川凹天                             | 天然色活動写真               |
| Infini-T Force ガッチャマン さらば友よ                    | 2018年（平成30年）2月24日  | 91分     | 松本淳                               | タツノコプロ                 |
| ←あ                                                       | ↑目次                      | う→      | う→                                  | う→                          |

## う
| 作品名                                              | 公開年月日                 | 上映時間 | 監督                 | 制作                         |
| --------------------------------------------------- | -------------------------- | -------- | -------------------- | ---------------------------- |
| ヴイナス戦記                                        | 1989年（平成元年）3月11日  | 103分    | 安彦良和             | 九月社                       |
| ウインダリア                                        | 1986年（昭和61年）7月19日  | 102分    | 湯山邦彦             | カナメプロダクション         |
| Wake Up, Girls! 七人のアイドル                      | 2014年（平成26年）1月10日  | 53分     | 山本寛               | Ordet、タツノコプロ          |
| Wake Up, Girls! 青春の影                            | 2015年（平成27年）9月25日  | 54分     | 山本寛               | Ordet、ミルパンセ            |
| Wake Up, Girls! Beyond the Bottom                   | 2015年（平成27年）12月11日 | 53分     | 山本寛               | Ordet、ミルパンセ            |
| Wake up!! TAMALA                                    | 2010年（平成22年）10月11日 | 17分     | t.o.L                |                              |
| WXIII PATLABOR THE MOVIE 3                          | 2002年（平成14年）3月30日  | 100分    | 高山文彦（総監督）   | マッドハウス                 |
| うかれバイオリン                                    | 1955年（昭和30年）10月     | 16分     | 薮下泰司（演出）     | 東映教育映画部               |
| 動絵狐狸達引                                        | 1933年（昭和8年）12月31日  | 11分     |                      | P.C.L.映画製作所             |
| うしおととら 風狂い                                 | 1993年（平成5年）6月5日    | 54分     | 湯山邦彦             | PASTEL                       |
| うしろの正面だあれ                                  | 1991年（平成3年）3月9日    | 90分     | 有原誠治             | 虫プロダクション             |
| 薄墨桜 GARO                                         | 2018年（平成30年）10月6日  | 82分     | 西村聡               | スタジオM2、スタジオVOLN     |
| うたって てあそび! アンパンマンともりのたから       | 2011年（平成23年）7月2日   | 20分     | 大賀俊二             | トムス・エンタテインメント   |
| 打ち上げ花火、下から見るか? 横から見るか?           | 2017年（平成29年）8月18日  | 90分     | 新房昭之（総監督）   | シャフト                     |
| 宇宙円盤大戦争                                      | 1975年（昭和50年）7月26日  | 30分     | 芹川有吾             | 東映動画                     |
| 宇宙海賊キャプテンハーロック アルカディア号の謎     | 1978年（昭和53年）7月22日  | 34分     | りんたろう（演出）   | 東映動画                     |
| 宇宙兄弟#0                                          | 2014年（平成26年）8月9日   | 90分     | 渡辺歩               | A-1 Pictures                 |
| 宇宙少年ソラン                                      | 1965年（昭和40年）7月24日  | 25分     | 瀬古常時（演出）     | TCJ                          |
| 宇宙ショーへようこそ                                | 2010年（平成22年）6月26日  | 136分    | 舛成孝二             | A-1 Pictures                 |
| 宇宙戦艦ヤマト                                      | 1977年（昭和52年）8月6日   | 130分    | 舛田利雄             | オフィス・アカデミー         |
| 宇宙戦艦ヤマト 新たなる旅立ち                       | 1981年（昭和56年）3月14日  | 95分     | 西崎義展（総監督）   | オフィス・アカデミー         |
| 宇宙戦艦ヤマト 完結編                               | 1983年（昭和58年）3月19日  | 158分    | 勝間田具治、西崎義展 | 東映動画                     |
| 宇宙戦艦ヤマト 復活篇                               | 2009年（平成21年）12月12日 | 135分    | 西崎義展             | エナジオ                     |
| 宇宙戦艦ヤマト2199 第一章 遥かなる旅立ち            | 2012年（平成24年）4月7日   | 50分     | 出渕裕（総監督）     | XEBEC、AIC                   |
| 宇宙戦艦ヤマト2199 第二章 太陽圏の死闘              | 2012年（平成24年）6月30日  | 86分     | 出渕裕（総監督）     | XEBEC、AIC                   |
| 宇宙戦艦ヤマト2199 第三章 果てしなき航海            | 2012年（平成24年）10月13日 | 88分     | 出渕裕（総監督）     | XEBEC、AIC                   |
| 宇宙戦艦ヤマト2199 第四章 銀河辺境の攻防            | 2013年（平成25年）1月12日  | 92分     | 出渕裕（総監督）     | XEBEC                        |
| 宇宙戦艦ヤマト2199 第五章 望郷の銀河間空間          | 2013年（平成25年）4月13日  | 88分     | 出渕裕（総監督）     | XEBEC                        |
| 宇宙戦艦ヤマト2199 第六章 到達!大マゼラン           | 2013年（平成25年）6月15日  | 101分    | 出渕裕（総監督）     | XEBEC                        |
| 宇宙戦艦ヤマト2199 第七章 そして艦は行く            | 2013年（平成25年）8月24日  | 79分     | 出渕裕（総監督）     | XEBEC                        |
| 宇宙戦艦ヤマト2199 追憶の航海                       | 2014年（平成26年）10月11日 | 131分    | 加戸誉夫             | XEBEC                        |
| 宇宙戦艦ヤマト2199 星巡る方舟                       | 2014年（平成26年）12月6日  | 112分    | 出渕裕（総監督）     | XEBEC                        |
| 宇宙戦艦ヤマト2202 愛の戦士たち 第一章 嚆矢篇       | 2017年（平成29年）2月25日  | 48分     | 羽原信義             | XEBEC                        |
| 宇宙戦艦ヤマト2202 愛の戦士たち 第二章 発進篇       | 2017年（平成29年）6月24日  | 96分     | 羽原信義             | XEBEC                        |
| 宇宙戦艦ヤマト2202 愛の戦士たち 第三章 純愛篇       | 2017年（平成29年）10月14日 | 100分    | 羽原信義             | XEBEC                        |
| 宇宙戦艦ヤマト2202 愛の戦士たち 第四章 天命篇       | 2018年（平成30年）1月27日  | 97分     | 羽原信義             | XEBEC                        |
| 宇宙戦艦ヤマト2202 愛の戦士たち 第五章 煉獄篇       | 2018年（平成30年）5月25日  | 100分    | 羽原信義             | XEBEC                        |
| 宇宙戦艦ヤマト2202 愛の戦士たち 第六章 回生篇       | 2018年（平成30年）11月2日  | 98分     | 羽原信義             | XEBEC                        |
| 宇宙戦士バルディオス                                | 1981年（昭和56年）12月19日 | 118分    | 鳥海永行             | 葦プロダクション、国際映画社 |
| 宇宙の法—黎明編—                                    | 2018年（平成30年）10月12日 | 119分    | 今掛勇               | HS PICTURES STUDIO           |
| 宇宙の法-エローヒム編-                              | 2021年（令和3年）10月8日   | 119分    | 今掛勇               | HS PICTURES STUDIO           |
| 宇宙パトロールホッパ                                | 1965年（昭和40年）7月24日  | 24分     | 藪下泰次（演出）     | 東映動画                     |
| 宇宙皇子                                            | 1989年（平成元年）3月11日  | 82分     | 吉田憲二             | 日本アニメーション           |
| UTOPA                                               | 2016年（平成28年）3月19日  | 24分     | 田中孝弘             | STUDIO 4℃                    |
| 海からの使者                                        | 2010年（平成22年）8月21日  | 8分      | のすふぇらとぅ       | 活動漫画館                   |
| 海だ! 船出だ!にこにこぷん                           | 1990年（平成2年）1月4日    | 70分     | 平田敏夫             | オー・プロダクション         |
| 海のトリトン                                        | 1979年（昭和54年）7月4日   | 74分     | 棚橋一徳（演出）     | オフィス・アカデミー         |
| ウメ星デンカ 宇宙の果てからパンパロパン!            | 1994年（平成6年）3月12日   | 30分     | やすみ哲夫           | シンエイ動画                 |
| 浦島太郎                                            | 1918年（大正7年）2月1日    | （不明） | 北山清太郎           | 日活向島撮影所               |
| うる星やつら オンリー・ユー                         | 1983年（昭和58年）2月11日  | 80分     | 押井守               | スタジオぴえろ               |
| うる星やつら2 ビューティフル・ドリーマー            | 1984年（昭和59年）2月11日  | 98分     | 押井守               | スタジオぴえろ               |
| うる星やつら3 リメンバー・マイ・ラヴ                | 1985年（昭和60年）1月26日  | 69分     | やまざきかずお       | スタジオディーン             |
| うる星やつら4 ラム・ザ・フォーエバー                | 1986年（昭和61年）2月22日  | 95分     | やまざきかずお       | スタジオディーン             |
| うる星やつら 完結篇                                 | 1988年（昭和63年）2月6日   | 85分     | 出﨑哲               | マジックバス                 |
| うる星やつら いつだってマイ・ダーリン               | 1991年（平成3年）11月2日   | 77分     | 山田勝久             |                              |
| ウルトラニャン 星空から舞い降りたふしぎネコ         | 1997年（平成9年）4月12日   | 29分     | ときたひろこ         | トライアングルスタッフ       |
| ウルトラニャン2 ハッピー大作戦                      | 1998年（平成10年）3月14日  | 30分     | ときたひろこ         | トライアングルスタッフ       |
| ウルトラB ブラックホールからの独裁者B・B            | 1988年（昭和63年）3月12日  | 20分     | 笹川ひろし（総監督） | シンエイ動画                 |
| ウルトラマンキッズ M7.8星のゆかいな仲間             | 1984年（昭和59年）3月17日  | 25分     | 永樹凡人（演出）     | クリムランド                 |
| ウルトラマンキッズ                                  | 1989年（平成元年）4月29日  | 4分      | 日下部光雄           |                              |
| ウルトラマンUSA                                     | 1989年（平成元年）4月29日  | 78分     | 日下部光雄           | 葦プロ                       |
| ウルトラマン・カンパニー こちらウルカン特捜（騒）隊 | 1996年（平成8年）3月9日    | 30分     | 日下部光雄           |                              |
| ウルトラマンM78劇場 Love & Peace                    | 1999年（平成11年）3月6日   | 23分     | ときたひろこ         | トライアングルスタッフ       |
| ←い                                                 | ↑目次                      | え→      | え→                  | え→                          |

## え
| 作品名                                                                                    | 公開年月日                 | 上映時間 | 監督                                 | 制作                       |
| ----------------------------------------------------------------------------------------- | -------------------------- | -------- | ------------------------------------ | -------------------------- |
| AIR                                                                                       | 2005年（平成17年）2月5日   | 90分     | 出崎統                               | 東映アニメーション         |
| 永遠の法 The Laws of Eternity                                                             | 2006年（平成18年）9月30日  | 113分    | 今掛勇                               | グループタック             |
| えいがでとーじょー! たまごっち ドキドキ! うちゅーのまいごっち!?                           | 2007年（平成19年）12月15日 | 88分     | 志村錠児                             | OLM Team Kamei             |
| 「エイジ」                                                                                | 1990年（平成2年）8月25日   | 45分     | 西久保瑞穂                           | IGタツノコ                 |
| エイトマン ロボット007/光線銃レーザー                                                     | 1964年（昭和39年）7月21日  | 46分     | 大西清（演出）、佐々木浩次（演出）   | 東映動画部                 |
| 英雄伝説 空の軌跡 THE ANIMATION vol.1                                                     | 2011年（平成23年）10月15日 | 45分     | 橘正紀                               | キネマシトラス             |
| 英雄伝説 空の軌跡 THE ANIMATION vol.2                                                     | 2012年（平成24年）1月28日  | 40分     | 橘正紀                               | キネマシトラス             |
| エースをねらえ!                                                                           | 1973年（昭和48年）12月20日 | 24分     | 出崎統（演出）                       | 東京ムービー               |
| エースをねらえ!                                                                           | 1979年（昭和54年）9月8日   | 88分     | 出崎統                               | 東京ムービー新社           |
| エースをねらえ!2                                                                          | 1988年（昭和63年）7月9日   | 90分     | 古瀬登                               | 東京ムービー新社           |
| エクスドライバー Clip                                                                     | 2000年（平成12年）10月21日 | 5分      | 川越淳                               | アクタス                   |
| éX-D エクスドライバー the Movie                                                           | 2002年（平成14年）4月20日  | 62分     | 西森章                               | アクタス                   |
| éX-D Nina＆Rei Danger Zone                                                                | 2002年（平成14年）4月20日  | 27分     | ワタナベシンイチ                     | アクタス                   |
| EX MACHINA                                                                                | 2007年（平成19年）10月20日 | 105分    | 荒牧伸志                             | デジタル・フロンティア     |
| SF西遊記スタージンガー                                                                    | 1979年（昭和54年）3月17日  | 24分     | 安納正美（演出）、蕉木登喜司（演出） | 東映動画                   |
| SF西遊記スタージンガー 悪魔のバリバリゾーン                                               | 1979年（昭和54年）7月29日  | （不明） | 芹川有吾（演出）、大谷恒済（演出）   | 東映動画                   |
| SF新世紀 レンズマン                                                                       | 1984年（昭和59年）7月7日   | 107分    | 広川和之、川尻善昭                   | マッドハウス               |
| ESCAFLOWNE                                                                                | 2000年（平成12年）6月24日  | 95分     | 赤根和樹                             | サンライズ                 |
| SDガンダム外伝 聖機兵物語                                                                 | 1993年（平成5年）3月13日   | 53分     | アミノテツロー                       | サンライズ                 |
| SDコマンド戦記ガンダムフォース スーパーGアームズ ファイナルフォーミュラーVSノウムギャザー | 1993年（平成5年）3月13日   | 15分     | アミノテツロー                       | サンライズ                 |
| SD戦国伝 天下泰平編                                                                       | 1993年（平成5年）3月13日   | 15分     | 今西隆志                             | サンライズ                 |
| エスパー魔美 星空のダンシングドール                                                       | 1988年（昭和63年）3月12日  | 41分     | 原恵一                               | シンエイ動画               |
| X                                                                                         | 1996年（平成8年）8月3日    | 97分     | りんたろう                           | マッドハウス               |
| エリア88                                                                                  | 1985年（昭和60年）7月20日  | 98分     | 鳥海永行                             | スタジオぴえろ             |
| エルマーの冒険                                                                            | 1997年（平成9年）7月5日    | 98分     | 波多正美                             | アウベック                 |
| えんぎもん                                                                                | 2018年（平成30年）3月10日  | （不明） | 佐藤広大                             | スタジオななほし、ウサギ王 |
| ←う                                                                                       | ↑目次                      | お→      | お→                                  | お→                        |

## お
| 作品名                                       | 公開年月日                 | 上映時間 | 監督                               | 制作                             |
| -------------------------------------------- | -------------------------- | -------- | ---------------------------------- | -------------------------------- |
| 黄金の法 エル・カンターレの歴史観            | 2003年（平成15年）10月11日 | 110分    | 石山貴明                           | グループ・タック                 |
| 王立宇宙軍                                   | 1987年（昭和62年）3月14日  | 119分    | 山賀博之                           | GAINAX                           |
| OL改造講座                                   | 1990年（平成2年）9月1日    | 90分     | 亀垣一                             | 東京ムービー新社                 |
| おおかみこどもの雨と雪                       | 2012年（平成24年）7月21日  | 117分    | 細田守                             | スタジオ地図                     |
| 狼少年ケン                                   | 1963年（昭和38年）12月21日 | 25分     | 月岡貞夫（演出）                   | 東映動画部                       |
| 狼少年ケン アラビアの怪人/魔の岩の決闘       | 1964年（昭和39年）3月22日  | 50分     | 月岡貞夫（演出）、芹川有吾（演出） | 東映動画部                       |
| 狼少年ケン トーテムポールの魔人/ピストル騒動 | 1964年（昭和39年）3月28日  | 50分     | 池田宏（演出）、矢吹公郎（演出）   | 東映動画部                       |
| 狼少年ケン おばけ嫌い/ジャングル最大の作戦   | 1964年（昭和39年）5月3日   | 50分     | 黒田昌郎（演出）、高畑勲（演出）   | 東映動画部                       |
| 狼少年ケン 月夜の出来事                      | 1964年（昭和39年）6月14日  | 25分     | 池田宏（演出）                     | 東映動画部                       |
| 狼少年ケン サーカスから来た仲間              | 1964年（昭和39年）7月21日  | 24分     | 山本寛己（演出）                   | 東映動画部                       |
| 狼少年ケン おく病なライオン                  | 1965年（昭和40年）3月20日  | 24分     | 芹川有吾（演出）                   | 東映動画部                       |
| 狼少年ケン 誇りたかきゴリラ                  | 1965年（昭和40年）7月24日  | 25分     | 高畑勲（演出）                     | 東映動画部                       |
| 狼少年ケン                                   | 1965年（昭和40年）12月25日 | 48分     | 池田宏（演出）、芹川有吾（演出）   | 東映動画部                       |
| 大きい1年生と小さな2年生                     | 2014年（平成26年）3月1日   | 25分     | 渡辺歩                             | A-1 Pictures                     |
| オーディーン 光子帆船スターライト            | 1985年（昭和60年）8月10日  | 139分    | 舛田利雄（総監督）                 | 東映動画                         |
| OVERLORD 不死者の王                          | 2017年（平成29年）2月25日  | 117分    | 伊藤尚往                           | マッドハウス                     |
| OVERLORD 漆黒の英雄                          | 2017年（平成29年）3月11日  | 108分    | 伊藤尚往                           | マッドハウス                     |
| お猿三吉 坊空戦の巻                          | 1933年（昭和8年）11月      | 10分     | 瀬尾光世、川口長八                 | 日本マンガフィルム研究所         |
| お猿の三吉 突撃隊の巻                        | 1934年（昭和9年）          | 9分      | 瀬尾光世                           | 日本マンガフィルム研究所         |
| お猿三吉 僕等の海兵団                        | 1941年（昭和16年）         | 10分     | 片岡芳太郎                         | 日本マンガフィルム研究所         |
| お猿の三吉 防空戦                            | 1942年（昭和17年）6月11日  | 10分     | 片岡芳太郎                         | 日本マンガフィルム研究所         |
| お猿三吉 鬪ふ潜水艦                          | 1943年（昭和18年）7月1日   | 12分     | 片岡芳太郎、山根幹人               | 日本マンガフィルム研究所         |
| お猿三吉 奮戦                                | 1943年（昭和18年）         | 9分      | 片岡芳太郎                         | 日本マンガフィルム研究所         |
| おさわがせ! スーパーベビー                   | 1994年（平成6年）12月4日   | 15分     | 佐藤順一                           | 東映動画                         |
| おじさん改造講座                             | 1990年（平成2年）2月24日   | 92分     | 芝山努                             | 東京ムービー新社                 |
| おジャ魔女どれみ♯                            | 2000年（平成12年）7月8日   | 27分     | 五十嵐卓哉                         | 東映アニメーション               |
| おじゃまんが山田くん                         | 1981年（昭和56年）3月14日  | 27分     | 光延博愛（チーフディレクター）     |                                  |
| 映画 おじゃる丸 約束の夏 おじゃるとせみら    | 2000年（平成12年）7月15日  | 47分     | 大地丙太郎                         | スタジオぎゃろっぷ               |
| オシャレ魔女 ラブandベリー しあわせのまほう  | 2007年（平成19年）3月21日  | 51分     | 望月智充                           | トムス・エンタテインメント       |
| おしん                                       | 1984年（昭和59年）3月17日  | 123分    | 山本暎一                           | サンリオ                         |
| おそ松くん スイカの星からこんにちはザンス!   | 1989年（平成元年）3月18日  | 25分     | 鴫野彰                             | スタジオぴえろ                   |
| おそ松さん 春の全国大センバツ上映祭          | 2017年（平成29年）4月6日   | 60分     | 藤田陽一                           | studioぴえろ                     |
| おぢいさんのランプ                           | 2011年（平成23年）3月5日   | 25分     | 滝口禎一                           | テレコム・アニメーションフィルム |
| おとぎの世界旅行                             | 1962年（昭和37年）8月25日  | 76分     | 横山隆一                           | おとぎプロダクション             |
| お伽囃 文福茶釜                              | 1917年（大正6年）10月10日  | （不明） | 北山清太郎                         | 日活向島撮影所                   |
| おどるポケモンひみつ基地                     | 2003年（平成15年）7月19日  | 23分     | 湯山邦彦                           | OLM                              |
| 鬼神伝                                       | 2011年（平成23年）4月29日  | 98分     | 川崎博嗣                           | スタジオぴえろ                   |
| おねがい!サミアどん                          | 1989年（平成元年）3月11日  | 30分     | 小林治                             | 東京ムービー新社                 |
| おねがいマイメロディ 友&愛                   | 2012年（平成24年）8月11日  | 13分     | 大久保政雄                         | スタジオコメット                 |
| おばあちゃんの思い出                         | 2000年（平成12年）3月11日  | 27分     | 渡辺歩                             | シンエイ動画                     |
| オバケのQ太郎                                | 1965年（昭和40年）12月25日 | 25分     | 山口逸郎（演出）、大隅正秋（演出） | 東京ムービー                     |
| オバケのQ太郎 とびだせ! バケバケ大作戦       | 1986年（昭和61年）3月15日  | 14分     | 笹川ひろし（総監督）               | シンエイ動画                     |
| オバケのQ太郎 進め! 1/100大作戦              | 1987年（昭和62年）3月14日  | 15分     | 笹川ひろし（総監督）               | シンエイ動画                     |
| おはよう!スパンク                            | 1982年（昭和57年）3月13日  | 99分     | 吉田しげつぐ                       | 東京ムービー新社                 |
| 劇場版 おはよう忍者隊ガッチャマン            | 2013年（平成25年）8月24日  | 3分      | 上野勇                             | ODDJOB                           |
| お星さまのレール                             | 1993年（平成5年）7月10日   | 76分     | 平田敏夫                           | マッドハウス                     |
| おまえ うまそうだな                          | 2010年（平成22年）10月16日 | 89分     | 藤森雅也                           | 亜細亜堂                         |
| おむすびまん                                 | 1990年（平成2年）7月14日   | 27分     | 大賀俊二                           | 東京ムービー新社                 |
| 思い出のマーニー                             | 2014年（平成26年）7月19日  | 103分    | 米林宏昌                           | スタジオジブリ                   |
| 思い出をはこぶ歌                             | 2020年（令和2年）12月14日  | 24分     | 村松大翔思                         |                                  |
| おもひでぽろぽろ                             | 1991年（平成3年）7月20日   | 119分    | 高畑勲                             | スタジオジブリ                   |
| orange -未来-                                | 2016年（平成28年）11月18日 | 63分     | 浜崎博嗣                           | テレコム・アニメーションフィルム |
| 音楽少女                                     | 2015年（平成27年）3月22日  | 25分     | 石倉賢一                           | スタジオディーン                 |
| 音響生命体ノイズマン                         | 1997年（平成9年）11月22日  | 15分     | 森本晃司                           | STUDIO 4℃                        |
| おんぶおばけ                                 | 1955年（昭和30年）12月26日 | 25分     | 横山隆一                           | たたみプロ                       |
| On Your Mark                                 | 1995年（平成7年）7月15日   | 7分      | 宮崎駿                             | スタジオジブリ                   |
| ←え                                          | ↑目次                      | か→      | か→                                | か→                              |